# 성현주
성현주(1983년 8월 31일 ~ )는 대한민국의 개그우먼이다.

## 학력
- 숙지고등학교
- 서울예술대학교 연극과

## 연기 활동

### 드라마
- 2010년 : KBS2 월화드라마 《성균관 스캔들》 ... 버들이 역
- 2011년 : MBC 수목드라마 《마이 프린세스》 ... 이설과 부딪혀 커피 쏟은 여자 역

### 방송
- 2010년 : KBS2 《개그콘서트》(2010.2.14 ~ 2012.11.25)

(2014.08.31 ~ 2014.12.28) 나 혼자 남자다 코너에 출연하였었다.

### 공연
- 2007년 : 《뉴 보잉보잉》 ... 혜수 역
- 2010년 : 《넌센스》 ... 원장 수녀 역